# Calliergon nubigenum
Calliergon nubigenum là một loài Rêu trong họ Amblystegiaceae. Loài này được (Mitt.) Broth. mô tả khoa học đầu tiên năm 1907.